# Quilles de Bilac
Les quilles de Bilac sont un jeu de quilles joué à Bilac, village de Saint-André-des-Eaux, en France.

## Historique
Le jeu de quilles a une origine très locale, limitée à Saint-André-des-Eaux, commune de Loire-Atlantique située au sud de la Brière, à l'est de Guérande et au nord-ouest de Saint-Nazaire. Il provient du hameau de Bilac, à environ 1 km au nord du bourg de Saint-André-des-Eaux. Il utilise des quilles de forme simple, en bois local non-tourné et numérotées de 1 à 9, et une boule également en bois.
Les variétés de jeux de quilles sont nombreuses parmi les jeux traditionnels bretons. Les quilles de Bilac ne se sont toutefois pas développées au-delà de Saint-André-des-Eaux,. Pratiquées de manière régulière jusqu'à l'arrivée de l'industrialisation dans le bassin de Saint-Nazaire, les quilles sont remplacées peu à peu par les jeux de palets. Les quilles de Bilac 
étaient toutefois encore pratiquées une fois par an, lors de la fête du village. Des cartes postales d'époque indiquent que les quilles ont été pratiquées à Saint-André-des-Eaux jusque dans les années 1930,. Au XXe siècle, la pratique du jeu a tout simplement cessé, les quilles de l'époque étant brisées. Une association locale tente toutefois de le préserver depuis 2003 grâce à des quilles récentes, utilisées pendant la fête du hameau de Bilac,.
Les quilles de Bilac sont inscrites à l'Inventaire du patrimoine culturel immatériel en France.

## Description
Le but du jeu est d'atteindre 80 points avant son adversaire (jeu en individuel) ou l'équipe adverse (jeu par équipe). Les quilles, numérotées de 1 à 9, sont disposées sur un quillier, celle portant le numéro 9 étant placée en son centre. Les joueurs jouent deux coups à tour de rôle, lançant la boule depuis une position à 10 m du centre du quillier.
Les points marqués sur le premier coup sont les suivants :
- si le joueur abat la quille de 9 et réussit à la faire sortir du quiller, il marque 18 points ;
- s'il l'abat sans la faire sortir, il marque 9 points ;
- s'il abat une seule autre quille, il marque autant de point qu'elle indique ;
- s'il abat plusieurs quilles, il ne marque qu'un seul point par quille.

Sur le deuxième coup, le joueur ne marque qu'un seul point par quille abattue, quelle qu'elle soit.
Le gagnant est le joueur ou l'équipe qui atteint en premier 80 points. Toutefois, s'ils dépassent ce nombre, une pénalité est appliquée : leur compte redescend à 40.